# آسیاب آبی محمد رحیم بیک
آسیاب آبی محمد رحیم بیک مربوط به دوره قاجار است و در شهرستان دهاقان، بخش مرکزی، شهر دهاقان، محله نیله، انتهای خیابان شهید موسوی، در ساحل رودخانه شور واقع شده و این اثر در تاریخ ۲۰ اسفند ۱۳۸۵ با شمارهٔ ثبت ۱۸۱۱۴ به‌عنوان یکی از آثار ملی ایران به ثبت رسیده است.